# لغز الدولار المفقود

مسار الدولارات في اللغز – مقارنة المجموع المُظلل بالأصفر والمجموع المحسوب غير منطقية

لغز الدولار المفقود هو لغز شهير يتضمن مغالطة غير رسمية في الحساب. يعود تاريخه إلى ثلاثينيات القرن العشرين على الأقل، رغم أن ألغازًا مشابهة أقدم من ذلك بكثير.

## نص اللغز
تدور تفاصيل اللغز كالتالي:
ثلاثة ضيوف نزلوا في فندق، وكان الحساب 30 دولارًا، فدفع كل منهم 10 دولارات. لاحقًا، أدرك مدير الفندق أن الفاتورة يجب أن تكون 25 دولارًا فقط، فأعطى عامل الغرف خمسة دولارات لإرجاعها إلى الضيوف. العامل، غير قادر على تقسيم المبلغ بالتساوي، أعاد لكل نزيل دولارًا واحدًا واحتفظ بدولارين كإكرامية. هكذا، يبدو أن كل ضيف دفع 9 دولارات (3×9=27)، والعامل احتفظ بـ2 دولار، فالمجموع 29 دولارًا. فأين ذهب الدولار المفقود؟

## التفسير والحل
المغالطة تكمن في جمع مبالغ غير مترابطة. فالـ27 دولارًا التي دفعها الضيوف تتضمن أصلًا الإكرامية (25 للفندق + 2 للعامل). لذا، لا يصح جمع 27 + 2. بل يجب أن يكون التوزيع الصحيح:

30 = 25 (للفندق) + 2 (للعامل) + 1×3 (أعيدت للضيوف)

عند احتساب كل دولار حسب مكانه النهائي، نجد أن المبلغ كامل:

30 = 1 (مع الضيف 1) + 1 (مع الضيف 2) + 1 (مع الضيف 3) + 2 (مع العامل) + 25 (مع الفندق)

## أمثلة توضيحية
لتوضيح المغالطة، يمكن تعديل القصة:
يدفع الضيوف 30 دولارًا، لكن يتضح أن الحساب الحقيقي 10 دولارات. يُعاد إليهم 20 دولارًا، يعيد العامل 6 دولارات ويحتفظ بـ2. كل ضيف دفع 4 دولارات (3×4=12)، + 2 للعامل = 14. فأين ذهبت 16 دولارًا؟
هنا يتضح بجلاء أن المسألة تكمن في طريقة الجمع.

## بالمعادلات الحسابية
1) 10 + 10 + 10 = 30
2) 30 = 25 + 2 + 3
3) 9 + 9 + 9 = 27 = 25 + 2
4) 27 - 2 = 25

## باستخدام الجبر
لنفترض أن كل ضيف دفع p، وتم إرجاع r، وحصل كل ضيف على b. تكون الحسبة:

المبلغ الأصلي = np = (عدد الضيوف × المبلغ المدفوع)
الإجمالي النهائي = np + r - 2nb
الفرق = 2nb - r

مثال: 2×3×1 - 5 = 1

## تاريخ اللغز
توجد نسخ قديمة مشابهة تعود للقرن الثامن عشر، مثل ما ورد في كتاب Walkingame's Tutor's Assistant، ونسخ من عام 1880 و1933، إضافة إلى أمثلة مماثلة في برامج كوميدية وأعمال أدبية مثل مسلسل BBC Help وكتاب وداعًا للشرق لـJennifer Worth.

## روابط خارجية
- صفحة Snopes حول اللغز
- مقال Psychology Today